# جون كينيث هيليارد
جون كينيث هيليارد (بالإنجليزية: John Kenneth Hilliard)‏ هو مهندس فضاء جوي ومهندس أمريكي، ولد في 1 أكتوبر 1901 في ويندمير في الولايات المتحدة، وتوفي في 21 مارس 1989.